# Centris aethiops
Centris aethiops là một loài Hymenoptera trong họ Apidae. Loài này được Cresson mô tả khoa học năm 1865.